# Santa Maria (Texas)
Santa Maria è un census-designated place degli Stati Uniti d'America, situato nella contea di Cameron dello Stato del Texas. Fa parte dell'area metropolitana di Brownsville–Harlingen.

## Geografia fisica
Secondo lo United States Census Bureau, ha un'area totale di 0,2 miglia quadrate (0,52 km²).

## Società

### Evoluzione demografica
Secondo il censimento del 2000, c'erano 846 persone, 220 nuclei familiari, e 198 famiglie residenti nella città. La densità di popolazione era di 3.622,2 persone per miglio quadrato (1,420,2/km²). C'erano 241 unità abitative a una densità media di 1,031.8/sq mi (404,6/km²). La composizione etnica della città era formata dal 55,67% di bianchi, lo 0,24% di nativi americani, il 43,85% di altre razze, e lo 0,24% di due o più etnie. Ispanici o latinos di qualunque razza erano il 99,76% della popolazione.
C'erano 220 nuclei familiari di cui il 49,1% avevano figli di età inferiore ai 18 anni, il 68,6% erano coppie sposate conviventi, il 15,9% aveva un capofamiglia femmina senza marito, e il 10,0% erano non-famiglie. Il 8,6% di tutti i nuclei familiari erano individuali e il 5,0% aveva componenti con un'età di 65 anni o più che vivevano da soli. Il numero di componenti medio di un nucleo familiare era di 3,85 e quello di una famiglia era di 4,11.
La popolazione era composta dal 36,4% di persone sotto i 18 anni, l'11,5% di persone dai 18 ai 24 anni, il 26,6% di persone dai 25 ai 44 anni, il 14,3% di persone dai 45 ai 64 anni, e l'11,2% di persone di 65 anni o più. L'età media era di 26 anni. Per ogni 100 femmine c'erano 85,1 maschi. Per ogni 100 femmine dai 18 anni in giù, c'erano 88,8 maschi.
Il reddito medio di un nucleo familiare era di 16.917 dollari, e quello di una famiglia era di 18.750 dollari. I maschi avevano un reddito medio pro capite di 13.889 dollari contro i 13.250 dollari delle femmine. Il reddito medio pro capite era di 5.794 dollari. Circa il 39,9% delle famiglie e il 47,2% della popolazione erano sotto la soglia di povertà, incluso il 66,4% di persone sotto i 18 anni e il 14,3% di persone di 65 anni o più.